# Первый этаж (фильм)
«Первый этаж» — советский чёрно-белый художественный фильм, снятый в 1990 году кинорежиссёром Игорем Минаевым на Одесской киностудии. Фильм завоевал ряд призов, а также демонстрировался на Каннском кинофестивале 1990 года в рамках программы «Двухнедельник режиссёров». Он входит в число 100 лучших фильмов в истории украинского кино.

## Сюжет
Действие разворачивается в позднесоветскую эпоху, на протяжении года. Летом в милицейской машине 18-летний дружинник Сергей встречает 20-летнюю девушку Надю, которую арестовали за участие в драке на чьём-то дне рождения. Он заговаривает с ней в итоге отпускает, говоря милиционеру, что она сбежала, оттолкнув его. Осенью Надя видит Сергея возле клуба, где он дежурит, и предлагает ему пойти к ней, что он и делает. Сергей проводит ночь у Нади, которая живёт одна в комнате, которую она снимает у соседа дяди Коли. После этого Сергей ищет новой встречи с Надей, но не застаёт её дома, и лишь спустя некоторое время встречает её у квартиры, причём он видит, что Надю привёз на такси какой-то мужчина, которого она поцеловала. Сергей ревнует Надю, однако связь между ними продолжается. Мать Сергея даже звонит в парикмахерскую, где работает Надя, чтобы сказать ей, что она не должна встречаться с её сыном: Надя старше и из-за неё Сергей забросил техникум. Дядя Коля, с которым Сергей регулярно встречается на общей кухне, говорит ему, что Надя поменяла квартиру на комнату на первом этаже, когда после развода с мужем она рассталась с новым возлюбленным.
Весной во время празднования 8 марта между Сергеем и матерью снова происходит объяснение на улице, но Сергей отказывается бросать Надю. Однако отношения между ними становятся натянутыми: Сергею не нравится, что Надя курит, он ждёт её после танцев и выясняет, почему она долго танцевала с двумя парнями и не встречается ли она с кем-то из них. Вернувшись домой, Сергей продолжает допрашивать Надю, которая просит его уйти. Сергей понимает, что Надя больше не любит его, к тому же она признаётся, что встречается с другим парнем. Сергей угрожает убить Надю и в какой-то момент хватает лежащие на кровати ножницы и вонзает в грудь Нади. Она падает на пол и умирает, а Сергей ложится рядом, говоря, что он немного полежит с ней и уйдёт.

## В ролях
- Евгения Добровольская — Надя
- Максим Киселёв — Сергей
- Светлана Крючкова — Тамара Михайловна, мать Сергея
- Николай Токарь — дядя Коля
- Людмила Давыдова — Татьяна Васильевна, начальница Нади
- Александр Берда — милиционер

## Награды
- 1990 — Кинофестиваль «Золотой Дюк» в Одессе.[2][3]
  - Диплом жюри за режиссуру (Игорь Минаев).
  - Диплом за лучшую женскую роль (Евгения Добровольская).
- 1990 — Кинофестиваль в Португалии — Гран-при «Золотая камелия».[2]
- 1990 — Кинофестиваль «Звёзды завтрашнего дня» в Женеве — Специальный приз жюри за лучшую женскую роль (Евгения Добровольская).[2][3]

## Критика
Александр Фёдоров отмечает, что хотя два фильма Игоря Минаева, «Холодный март» и «Первый этаж», были включены в престижную программу Каннского фестиваля и куплены для проката в нескольких западных странах, из-за «некассовости» эти картины «не пользовались популярностью на отечественных кинорынках, и нашим зрителям они по-прежнему не знакомы». «Первый этаж» критик называет «фильмом о любви» с «вполне мелодраматической фабулой о любви паренька из „хорошей семьи“ к „уличной“ девчонке». Это «фильм-дуэт Евгении Добровольской и Максима Киселёва», где «больше говорят не словами, а взглядами, мимолётными жестами, где безысходность и обречённость изначально просвечивают сквозь счастливые минуты».
По мнению Фёдорова, поклонники авторского кино могут оценить в «Первом этаже»:

…гармоничный синтез стилизованных мотивов ранних фильмов Марлена Хуциева с европейским шармом принципиально чёрно-белого изображения, созвучного с поисками Лео Каракса и опирающимися на традиции мировой классики 1930-х — 1940-х годов: с причудливой игрой светотени, с множеством оттенков и переходов чёрного, серого, матово-туманного и белого тонов.

## Дополнительные факты
- Максим Киселёв и Евгения Добровольская ранее играли влюблённую молодую пару в фильме «Пока не выпал снег…» 1984 года.
- В 2013 году на Одесском кинофестивале фильм был представлен в ретроспективе «Затерянный мир», в которой были показаны лучшие украинские фильмы, снятые на закате советской эпохи, в 1990-91 годах, но не увиденные зрителем из-за разрушенного кинопроката[5].